# ViSalus
ViSalus é uma empresa americana que comercializa produtos para o gerenciamento de peso, bebidas energéticas e suplementos nutricionais. As sedes da empresa estão localizadas em Los Angeles, na Califórnia e em Troy, no Michigan, e é de propriedade majoritária da empresa Blyth, Inc. O diretor de marketing é Blake Mallen e Ryan Blair é o diretor executivo da empresa.

## História
Em 2005, Blake Mallen, Ryan Blair, e Miamian Nick Sarnicola fundaram a  ViSalus. Em 2008, a empresa Blyth, Inc. adquiriu uma participação na empresa e aumentou a sua propriedade para quase 75%. Em 2013, a empresa expandiu para o Reino Unido, com um escritório na cidade de Guilford. Ros Simmons foi indicado como diretor administrativo da ViSalus no Reino Unido.

## Produto
A ViSalus é conhecida por seu Body by Vi 90 Day Challenge, um programa de perda de peso que incentiva os clientes a entrar em forma em um período de 90 dias. A ViSalus também comercializa produtos como NEURO, Vi-Net, Vi-Net Mobile, e Vi-Shape Nutritional Shake Mix, para a substituição de refeições. Os produtos da empresa estão à venda nos Estados Unidos, no Canadá e no Reino Unido. A ViSalus usa marketing direto e trabalha com 92 mil promotores. Em 2012, o jornal Miami Herald divulgou que Hulk Hogan e Alfonso Ribeiro endorsavam os produtos ViSalus.

## Prêmios e Reconhecimento
- Em 2013, a ViSalus ganhou um prêmio Silver Telly na categoria Conteúdo de Marca – Marcas Promocionais por seu vídeo “Vi-Anthem”.[3]
- Em 2010, a DSN Global premiou o diretor executivo da Visalus, Ryan Blair com o DSN Global Turnaround Award.[5]

## Site Oficial
www.visalus.com